# 小倉製紙所
株式会社小倉製紙所（こくらせいししょ）とは、明治から大正にかけて存在した製紙会社である。福岡県小倉市（現・北九州市）を拠点としていた。
会社発足は1912年だが、1888年に設立された千寿製紙（せんじゅせいし）を前身とする。1924年に戦前期の大手製紙会社である王子製紙（初代）に吸収された。設立当初から旧徳島藩主の蜂須賀家が協力ないし出資していた。

## 沿革

### 千寿製紙時代
小倉製紙所の前身である千寿製紙は、東京の洋紙商らを中心に企画された会社である。丹後国（京都府）出身ながら徳島藩士となった経歴のある実業家小室信夫も参画し、旧徳島藩主の蜂須賀侯爵家（当主は蜂須賀茂韶）の協力を得て設立を出願した。1887年12月のことである。翌1888年2月1日に、会社設立の許可を受けた。社長には小室が就任した。
工場用地を東京の千住に予定していたため、地名にちなんで「千寿」という社名を命名していた。ところが、一旦決定した工場用地を再調査すると、製紙工場には適さないと判明した。このため会社は工場用地の調査を新たに始め、山口県や福岡県を訪問した。最終的に、門司港に近接し将来的に中国・朝鮮へ輸出する場合に便が良く、水質がよい紫川のほとりの、福岡県企救郡西紫村大字篠崎字中島（現・北九州市小倉北区中島）を工場用地に選定した。本社は東京市京橋区本材木町三丁目（現・東京都中央区京橋）に置いた。
工場にはイギリスから輸入した抄紙機1台を設置し、1890年11月3日に試運転を行い、翌1891年4月11日より操業を開始した。開業後の業績は順調に推移し、1897年12月、抄紙機を1台増設した。
1893年12月8日、有限責任千寿製紙会社から千寿製紙株式会社に社名を変更した。あわせて、工場名も紫川工場から小倉工場となった。
会社では、生産過程で使用する水酸化ナトリウム（苛性ソーダ）を山口県の日本舎密製造（現・日産化学工業小野田工場）から供給を受けていた。これを自給すべく、1901年4月に苛性ソーダ工場を新設する。ところがこの事業は資金を浪費するのみで失敗に終わり、資金難に陥った千寿製紙は、その後解散するに至った。

### 小倉製紙所時代
千寿製紙が経営に行き詰っていたころ、磯村音介という実業家が会社から工場を借り受け、1907年1月から個人経営の「小倉製紙所」として経営を始めた。一方、千寿製紙に資金を貸し付けていた日本勧業銀行の申し立てにより、千寿製紙の資産は裁判所の手で競売にかけられた。競売は1908年6月24日に執行され、創立以来会社に投資していた蜂須賀家が落札、1909年5月に磯村から引き継いで蜂須賀家の経営に移った。
その後は順調な経営が続いたことから、1912年7月3日、資本金100万円で株式会社小倉製紙所に改組した。1914年10月、1917年4月と2度にわたって抄紙機を新設し、抄紙機の台数は千寿製紙時代に稼動したものも含めて計4台となった。1921年に500万円に増資するが、第一次世界大戦後の不況期になって採算が悪化したため、王子製紙と合併した。合併手続きは1924年4月18日に完了し、小倉製紙所の工場は王子製紙の小倉工場となった。なお、王子製紙とは合併前から技術交換を行うなど関係を持っていた。
小倉工場はその後太平洋戦争中も稼動し、戦後1949年8月の王子製紙解体に際しては十條製紙（現・日本製紙）へと継承された。しばらく十條製紙によって操業を続けたが、八代工場（熊本県八代市、日本製紙八代工場として操業中）への設備移設に伴い、1966年11月20日に閉鎖された。

### 年表
- 1888年2月1日 - 有限責任千寿製紙会社、会社設立認可。
- 1891年4月11日 - 紫川工場操業開始。1号抄紙機稼動。
- 1893年12月8日 - 千寿製紙株式会社に社名変更。工場名も紫川工場から小倉工場に改称。
- 1897年12月24日 - 2号抄紙機稼動。
- 1907年1月 - 磯村音介が千寿製紙から工場を借り受け、小倉製紙所として経営開始。
- 1908年6月24日 - 競売にかけられた千寿製紙の工場を蜂須賀家が落札。ただし磯村が賃借したまま。
- 1908年12月 - 千寿製紙解散。
- 1909年5月24日 - 磯村の経営から蜂須賀家の経営に移行。
- 1912年7月3日 - 株式会社小倉製紙所に改組。
- 1914年10月31日 - 3号抄紙機稼動。
- 1917年4月3日 - 4号抄紙機稼動。
- 1924年4月18日 - 王子製紙と合併。工場は王子製紙小倉工場となる。